# Sophia Handler
Sophia Handler (født 1993) er en dansk digter, uddannet fra Skrivekunstakademiet i Hordaland i 2016. Hun debuterede med digtsamlingen Feberfrihed, der udkom på forlaget Gyldendal i 2017. Desuden har hun siden 2013 bidraget til flere tidsskrifter og antologier bl.a. litteraturtidsskriftet Hvedekorn.

## Udgivelser
- Feberfrihed. Digte. Gyldendal (2017)
- ISNING / ICING  (2014)[4]